# Café Kranzler

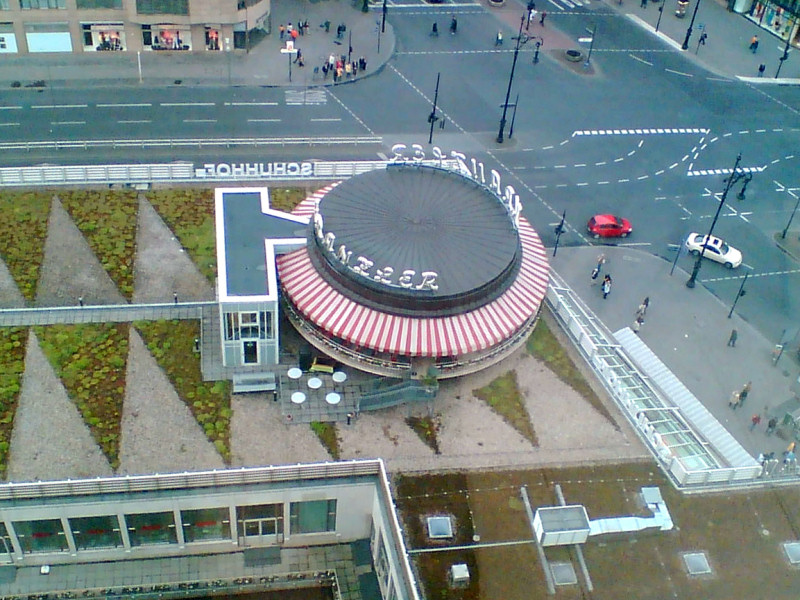
Café Kranzler på Kurfürstendamm.

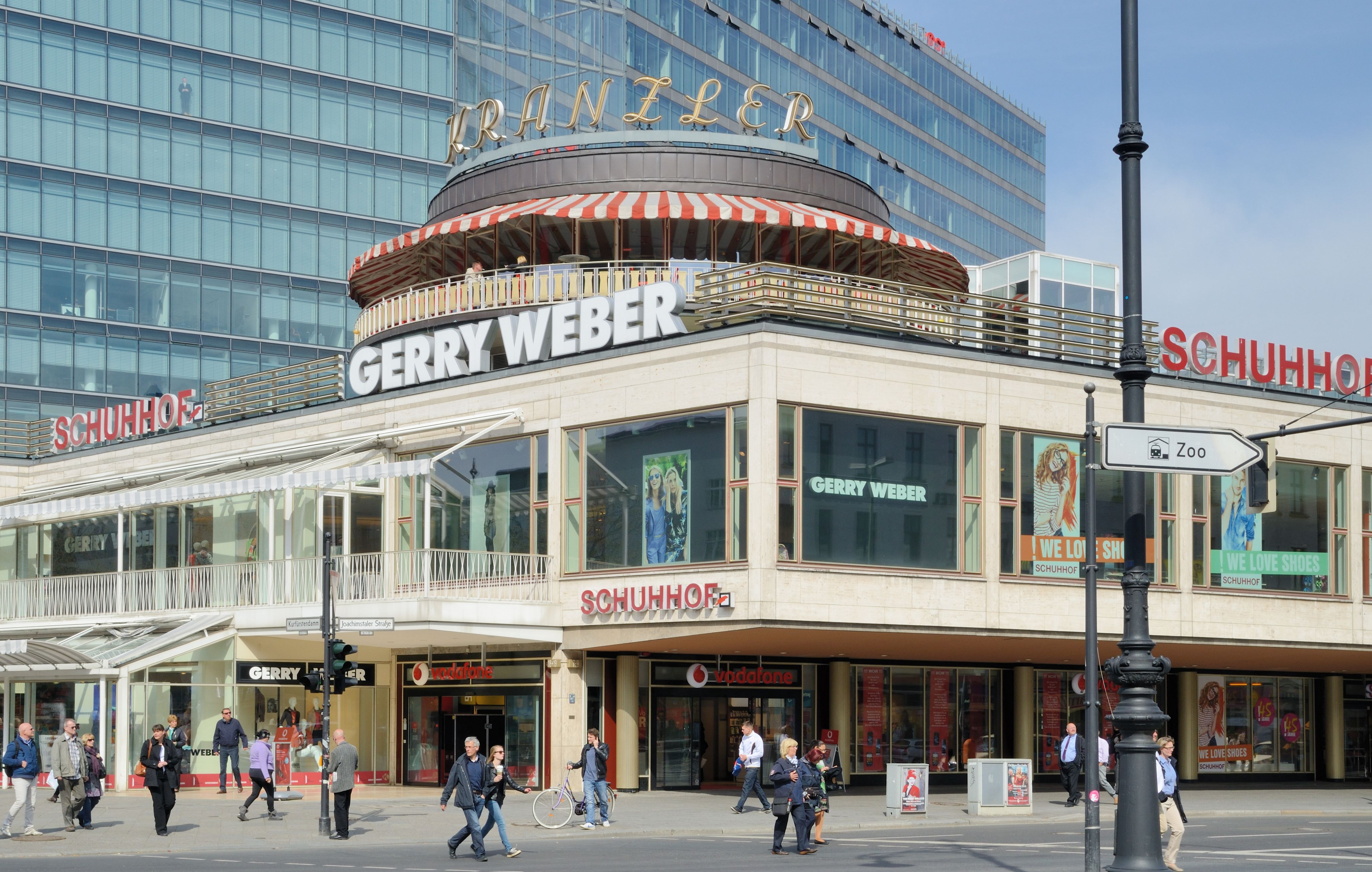
Fasad av nya Kranzler Eck.

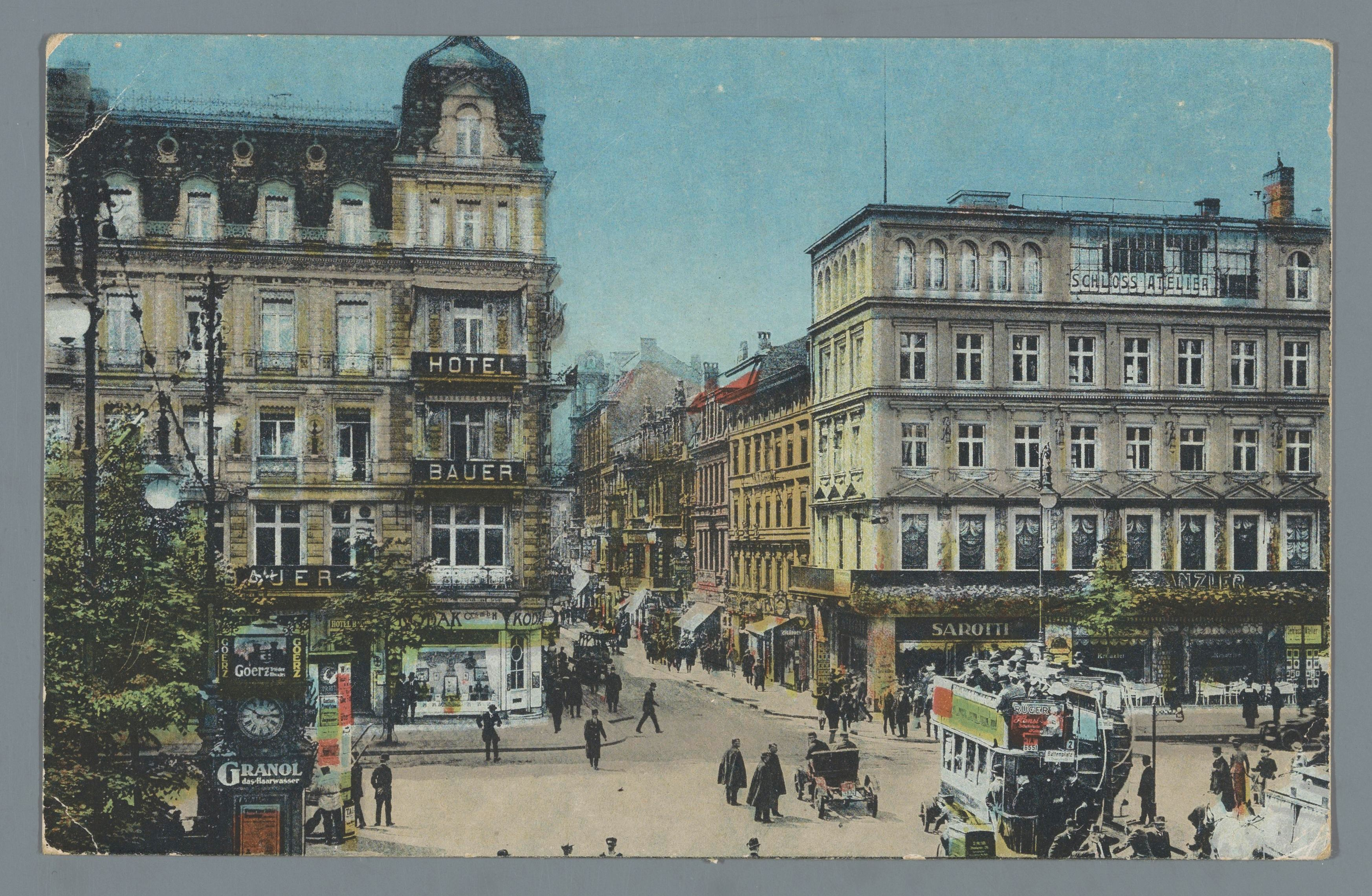
Café Kranzler (höger) på Unter den Linden i hörnet av Friedrichstrasse omkring 1915.

Café Kranzler, är ett berömt kafé på Kurfürstendamm i området Neuer Westen i stadsdelen Charlottenburg i Berlin
Café Kranzler låg ursprungligen i hörnet Friedrichstrasse / Unter den Linden 25. Det öppnades 1825 som konditori av Johann Georg Kranzler och tio år senare inledde kaféverksamheten. En storhetstid tog vid. Huset förstördes under bombningar av Berlin 7 maj 1944. Café Kranzler kom istället att finnas i västra Berlin där man öppnat en filial 1932. Café Kranzler på Kurfürstendamm öppnades 1934 i vad som tidigare var Café des Westens. Efter andra världskriget byggdes 1958 det nya Café Kranzler med en rotunda på det platta taket och blev en institution i Västberlin. Numera finns inte längre det klassiska Kranzler kvar. Den tidigare delen på markplan innehas idag av klädkedjan Gerry Weber som behållit Café Kranzler som är byggnadsminnesmärkt.